# Zuid-Slavische talen

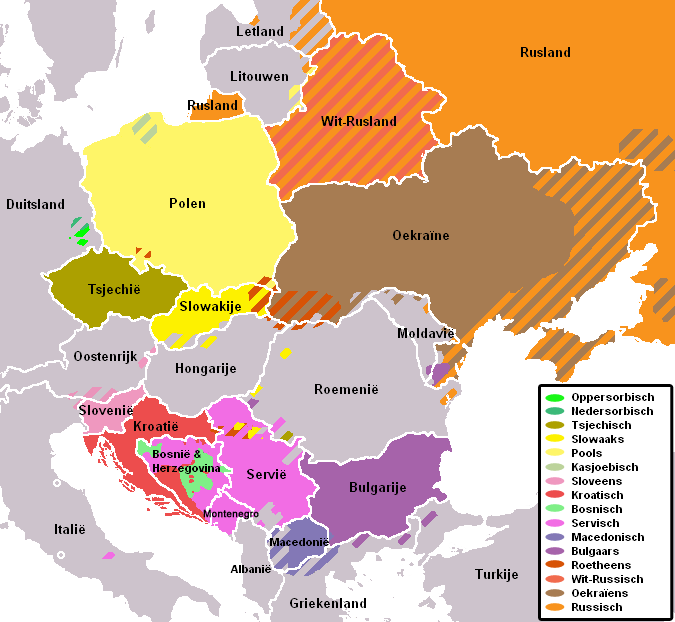
Slavische talen

De Zuid-Slavische talen zijn een van de drie Slavische taalgroepen. Er zijn ongeveer dertig miljoen sprekers, voornamelijk op de Balkan. Deze talen worden geografisch van de andere Slavische talen gescheiden door niet-Slavische talen; zoals het Duits, Hongaars en Roemeens.

## Classificatie

Zuid-Slavisch dialectcontinuüm met primaire dialectgroepen

De Zuid-Slavische talen vormen een dialectcontinuüm. De grensdialecten van de verschillende talen lopen dus vaak in elkaar over.  Het Servisch, Kroatisch, Bosnisch en Montenegrijns worden door taalkundigen als een enkele taal (Servo-Kroatisch), met meerdere nationale standaarden, gezien.
- Oostelijke groep
  - Macedonisch – (ISO 639-1-code: mk; ISO 639-2(B) code: mac; ISO 639-2(T) code: mkd; SIL code: mkd; Linguasphere: 53-AAA-ha)
  - Bulgaars – (ISO 639-1-code: bg; ISO 639-2-code: bul; SIL code: bul; Linguasphere: 53-AAA-hb)
  - Oudkerkslavisch (niet meer gesproken) – (ISO 639-1-code: cu; ISO 639-2-code: chu; SIL code: chu; Linguasphere: 53-AAA-a)
- Westelijke groep
  - Sloveens  – (ISO 639-1-code: sl; ISO 639-2-code: slv; SIL code: slv; Linguasphere: 53-AAA-f)
  - Servo-Kroatisch  – (ISO 639-1-code: sh; ISO 639-2/3 code: hsb; SIL code: scr; Linguasphere: 53-AAA-g)
Er zijn vier nationale standaardtalen, die allemaal op het Štokavische dialect zijn gebaseerd:
    - Servisch –  (ISO 639-1-code: sr; ISO 639-2/3 code: srp; SIL code: srp)
    - Kroatisch –  (ISO 639-1-code: hr; ISO 639-2/3 code: hrv; SIL code: hrv)
    - Bosnisch –  (ISO 639-1-code: bs; ISO 639-2/3 code: bos; SIL code: bos)
    - Montenegrijns –  (niet compleet gestandaardiseerd, maar officieel in Montenegro)

## Geschiedenis
De eerste Zuid-Slavische taal die op schrift werd gesteld was een negende-eeuws dialect uit de buurt van Thessaloniki dat nu bekendstaat als het Oudkerkslavisch. Deze taal is behouden gebleven als liturgische taal in sommige Zuid-Slavische Orthodoxe Kerken.

## Schriften
Talen ten westen van Servië gebruiken het Latijnse alfabet. Ten oosten en ten zuiden van Servië gebruikt men het cyrillisch alfabet. Het Servisch gebruikt officieel en historisch het cyrillisch alfabet, maar het Latijnse schrift is ook toegestaan en wordt ook veel gebruikt. De scheiding van de Zuid-Slavische talen in deze twee alfabetten is deels gebaseerd op religie: Servië, Montenegro, Bulgarije en Noord-Macedonië (die het cyrillisch gebruiken) zijn orthodoxe landen, terwijl Kroatië en Slovenië (die het Latijn gebruiken) katholieke landen zijn. Het Bosnisch, gesproken door de islamitische Bosniakken, maakt gebruik van het Latijnse schrift. In de middeleeuwen werd ook het glagolitisch alfabet gebruikt, hoofdzakelijk in Bulgarije en Kroatië, maar dit is geleidelijk aan in onbruik geraakt.